# 13292 Hernandezmon
13292 Hernandezmon eller 1998 QT90 är en asteroid i huvudbältet som upptäcktes den 28 augusti 1998 av LINEAR i Socorro County, New Mexico. Den är uppkallad efter Monica Hernandez.
Asteroiden har en diameter på ungefär 5 kilometer.